# نیروگاه خورشیدی امیرکبیر
نیروگاه خورشیدی امیرکبیر یک نیروگاه خورشیدی در استان همدان است که در تاریخ ۱۳۹۵/۱۱/۱۶ توسط وزیر نیرو وقت افتتاح شد. این نیروگاه قابلیت ایجاد توانی برابر با ۷ مگاوات را دارا می‌باشد.